# 安田正 (経営者)
安田 正（やすだ ただし、1953年8月6日 - ）は日本の経営者、自己啓発書作家、コンサルタント。講演者。宮城県出身。血液型はO型。

## 経歴・人物
株式会社パンネーションズ・コンサルティング・グループ　代表取締役。
1990年法人向け研修会社パンネーションズを起業。
安田正開発のコミュニケーション診断ツール「search Me」を利用した安田式コミュニケーションは、人間関係を構築することが難しいとされているビジネスシーンに通用する戦略的スキルに特化したコミュニケーションスタイル。
現在は英語、ロジカルコミュニケーション®、プレゼンテーション、対人対応トレーニング、交渉術、などのビジネスコミュニケーションの領域で講師、コンサルタントとして活躍している。
大手企業を中心に研修、コンサルティングを通して多くの役員や著名人との交流がある。
東京大学、早稲田大学、京都大学、一橋大学などでも教鞭をとり、グローバル観の中で生き延びる人材を育成。
元早稲田大学客員教授。
主な著書としては
「英語は『インド式で学べ！』（ダイヤモンド社）
「できる人は必ず持っている一流の気くばり力」（三笠書房）
シリーズ累計92万部を超えた「超一流の雑談力」（文響社）
など数々のベストセラーを連続して世に送り出している。

## 著書
- できる人は必ず知っている一流の自分の魅せ方、三笠書房（2023/3/22）
- 武器になる話し方、ダイヤモンド社（2021/12/7）
- 超一流の強運力、ポプラ社（2021/2/17）
- デキる人はこっそり使っている！人を動かす20の質問術、ポプラ社（2020/12/9）
- 超一流できる大人の語彙力、プレジデント社（2020/6/30）
- 図解面白いほど役に立つ超一流の時間力、日本文芸社（2018/8/24）
- できる人は必ず持っている一流の気くばり力、三笠書房 (2018/5/18)
- 超一流 できる人の質問力 人を動かす20の極秘テクニック 、マガジンハウス (2017/11/16)
- まんがでわかる超一流の雑談力、宝島社 (2016/12/15)
- 超一流の雑談力「超・実践編」、文響社 (2016/10/19)
- 超一流の雑談力、文響社 (2015/5/20)
- かわいがられる力、PHP研究所 (2015/9/12)
- 英語は「インド式」で学べ! 、ダイヤモンド社 (2013/9/28)
- 成功と自由を手に入れる安田式時間ルール35、日本文芸社（2014/12/13）
- 一流役員が実践してきた 入社1年目から「できる人になる」43の考え方、ワニブックス (2014/5/12)
- 一流役員が実践している仕事の流儀、クロスメディア・パブリッシング(インプレス) (2014/1/16)
- 一流役員が実践している仕事の哲学、  クロスメディア・パブリッシング(インプレス)（2013/1/17）
- 10倍うまくいく! 伝え方の基本 単行本（ソフトカバー）、かんき出版 （ 2014/1/22）
- 1億稼ぐ話し方 初対面から最後まで主導権を握れる！「ロジカル・コミュニケーション」驚異のテクニック、フォレスト出版（2011/12/14 ）
- 何でもわかりやすくする技術、伝える技術、クロスメディア・パブリッシング(インプレス)（2011/11/11）
- 会話のうまさで人生は決まる！　成功に導く12のテクニック、日本実業出版社（2010/12/16）
- 図解ロジカル・トレーニング 「考える力」「ひらめく力」を強化する!、朝日新聞出版（2009/11/6）
- なるほど ナットク! ビジネス文書の達人になるためのQ&A41、2009/9/4、共著：上原千友、ダイヤモンド社
- 最短・最速で話せる 世界一カンタンな中国語の本〈DVD付き〉、2009/3/26、共著：掛川恵美子
- 王様が教える 世界一通じる英語の本、日本実業出版社（2009/3/26）
- ロジカル・ライティング、2008/1/11、共著：上原千友
- ロジカル・コミュニケーション、日本実業出版社（2007/1/18）
- 言いたいことが確実に伝わる17秒会話術、明日香出版社（2008/12/20）
- ビジネス英語の技術、ジャパンタイムズ (1997/05)
- 英語プレゼンテーションの技術―日本人ビジネスマンのための、ジャパンタイムズ (1993/12/5)